# Jan Józef Cząstka
Jan Józef Cząstka (ur. 13 sierpnia 1899 w Krościenku Niżnym, zm. 1 grudnia 1990 w Krakowie) – polski inżynier, nauczyciel akademicki, wykładowca Akademii Górniczo-Hutniczej w Krakowie, Honorowy Obywatel miasta Krosna.

## Życiorys
Po złożeniu egzaminu dojrzałości w 1916 został powołany do armii austro-węgierskiej. Walczył na froncie włoskim I wojny światowej, a po jej zakończeniu jako ochotnik Wojska Polskiego w wojnach polsko-ukraińskiej i polsko-bolszewickiej. Mianowany podporucznikiem ze starszeństwem z dniem 1 czerwca 1923 w korpusie oficerów piechoty. W 1934 pozostawał w ewidencji Powiatowej Komendy Uzupełnień w Sanoku z przydziałem mobilizacyjnym do 5 pułku Strzelców Podhalańskich w Przemyślu.
Od 1920 roku studiował na Politechnice Lwowskiej, początkowo na Wydziale Chemii Technicznej, następnie na Wydziale Mechanicznym. Aby uzyskać fundusze na dalsze studia dwukrotnie przerywał naukę i podejmował pracę w kopalniach ropy naftowej w rejonie Jasła. Od 1928 roku pracował w Koncernie Naftowym „Dąbrowa”, później Galicyjskim Karpackim Naftowym Towarzystwie Akcyjnym w Krośnie oraz Stowarzyszeniu Polskich Inżynierów Przemysłu Naftowego w Borysławiu. W 1932 roku ukończył Politechnikę Lwowską z dyplomem magistra inżyniera i został zatrudniony w Instytucie Przemysłu Naftowego w Krośnie. Na stopień porucznika został mianowany ze starszeństwem z 19 marca 1939 i 339. lokatą w korpusie oficerów rezerwy piechoty.
Po zakończeniu II wojny światowej przeniósł się do Krakowa, zostając wykładowcą wiertnictwa na Akademii Górniczo-Hutniczej. W 1946 roku uzyskał habilitację, a dwa lata później tytuł profesora nadzwyczajnego. Był kierownikiem Katedry Eksploatacji Ropy, a od 1949 roku Katedry Wiertnictwa. W 1967 roku został wybrany pierwszym dziekanem nowo powstałego Wydziału Wiertniczo-Naftowego. Opublikował 125 prac naukowych i podręczników, był członkiem Polskiego Towarzystwa Geologicznego.
Pozostał związany z Krosnem. Pełnił między innymi funkcję przewodniczącego Rady Naukowej przy tamtejszym Muzeum Regionalnym, współorganizował Muzeum Przemysłu Naftowego w Bóbrce, zajmował się historią przemysłu naftowego. Był członkiem Stowarzyszenia Miłośników Ziemi Krośnieńskiej. W 1976 roku został Honorowym Obywatelem miasta Krosna.
Był odznaczony między innymi Krzyżami Kawalerskim i Oficerskim Orderu Odrodzenia Polski, Medalem 10-lecia Polski Ludowej, Odznaką „Zasłużony Nauczyciel Polskiej Rzeczypospolitej Ludowej”, Medalem Komisji Edukacji Narodowej, Złotą Odznaką Honorową NOT, Złotą Odznaką ZNP oraz odznaką „Zasłużony dla województwa rzeszowskiego”. Zmarł 1 grudnia 1990 roku w Krakowie. Pochowany został na Cmentarzu Rakowickim w Krakowie.